# Hypopterygium tamarisci
Hypopterygium tamarisci là một loài Rêu trong họ Hypopterygiaceae. Loài này được (Sw.) Brid. ex Müll. Hal. mô tả khoa học đầu tiên năm 1850.